# Anabropsis microptera
Anabropsis microptera is een rechtvleugelig insect uit de familie Anostostomatidae. De wetenschappelijke naam van deze soort is voor het eerst geldig gepubliceerd in 2001 door Gorochov.